# Noordbarge
Noordbarge est un ancien village situé dans la commune néerlandaise d'Emmen, dans la province de Drenthe. Noordbarge a été intégré dans l'agglomération de la ville d'Emmen et en forme aujourd'hui un quartier.